# Братија (Чомађешти)
Братија (рум. Bratia) насеље је у Румунији у округу Арђеш у општини Чомађешти. Oпштина се налази на надморској висини од 354 m.

## Становништво
Према подацима из 2002. године у насељу је живело 27 становника, од којих су сви румунске националности.